# Ján Roháč
 (août 2019).
Si vous disposez d'ouvrages ou d'articles de référence ou si vous connaissez des sites web de qualité traitant du thème abordé ici, merci de compléter l'article en donnant les références utiles à sa vérifiabilité et en les liant à la section « Notes et références ».
Ján Roháč, né probablement le 18 juin 1932 à Nitrianske Pravno près de Prievidza en Slovaquie et mort le 5 octobre 1980 à Prague, est un metteur en scène de théâtre, de cinéma, de télévision et de musique tchécoslovaque.